# 鈴木政司
鈴木 政司（すずき まさし、1972年8月12日 - ）は、日本の空手家である。東京都品川区出身。正道会館所属。通称、マンモス鈴木。187cm、128kg

## 来歴
サラリーマンを、辞めて正道会館に入門した。1997年7月20日、K-1デビュー、浅利和宏にKO勝ち。この大会でK-1 JAPAN GP '97 準優勝となっている。翌年、ジャーナリストの片岡亮と1勝。2001年、大石亨戦で3連敗

## 主な獲得タイトル
- K-1 JAPAN GP '97 準優勝[1]